# Mycena cinerella
Mycena cinerella es una especie de hongo basidiomicetos de la familia Mycenaceae.

## Descripción
Este hongo se encuentra en América del Norte y en Europa, crece entre las hojas caídas de los abetos y de los desprendimientos de los pinos. La forma del sombrero (píleo) son cónicas y convexas, tiene la forma de un paraguas y pueden medir desde 0,5 hasta 1,5 centímetros de diámetro y son de color grisáceo, los tallos miden hasta 5 centímetros de largo y son de color marrón grisáceo, las branquias son blanco grisáceo.